# Gildot
Gildot foi uma versão portuguesa do Slashdot, um website de notícias. Criado em 31 de Março de 1999, pelo Grupo de Investigação de Linux da Universidade do Minho.

## História
Fundado com projecto académico para testar a criação de fóruns, por professores e alunos do Departamento de Informática da Universidade do Minho, entre os quais António Coutinho, foi bastante popular entre a comunidade portuguesa do Linux.
Em fevereiro de 2003, contava com 1852 inscritos, mas era possível contribuir como "anónimo" (ou seja, sem criar conta) para escrever ou comentar os artigos. A média de acessos diários chegava nessa altura a cerca de 2800, com cerca de 2 mil visitantes únicos por dia.
Sem fins lucrativos, o site are gerido por António Coutinho que pagava o domínio .pt, e os servidores eram hospedados na sua própria empresa, após terem sido movidos dos servidores da Universidade. Dois outros moderadores do site eram donos das variantes do site .com e .net.